# Vitali Tasenko
Vitali Tasenko (en ruso: Виталий Петрович Тасенко; Rostov-on-Don, RSFS de Rusia; 30 de enero de 1975 – 9 de abril de 2025) fue un futbolista ruso que jugó en la posición de defensa.

## Equipos
| Periodo   | Club                         |
| --------- | ---------------------------- |
| 1993–1994 | FC Istochnik Rostov-on-Don   |
| 1995–1997 | FC SKA Rostov-on-Don         |
| 1997      | PFC CSKA Moscow              |
| 1997      | → PFC CSKA-d Moscow (cedido) |
| 1998      | FC Kuban Krasnodar           |
| 1999      | FC Volgar-Gazprom Astrakhan  |
| 1999      | FC Nemkom Krasnodar          |
| 2000      | FC Tsentr-R-Kavkaz Krasnodar |
| 2000      | FC Urozhay Chertkovo         |
| 2000      | FC Don-Azov Azov             |
| 2001      | FC SKA Rostov-on-Don         |
| 2002      | FC Mayak Rostov-on-Don       |
| 2002      | FC Tikhoretsk                |
| 2003      | FC SKA Rostov-on-Don         |
| 2004      | FC Amur Blagoveshchensk      |
| 2005      | FC Kolos Pavlovskay          |